# Luca Ghini
Luca Ghini (1490 – 4. maj 1556) var en italiensk læge og botaniker kendt som skaber af det første herbarium i verden og den første botaniske have i Europa.